# Can Lluci (Tavertet)
Can Lluci és una casa de Tavertet (Osona) inclosa a l'Inventari del Patrimoni Arquitectònic de Catalunya.

## Descripció
Casa rural de planta rectangular, amb teulada a dues vessants i amb el carener perpendicular a la façana la qual es troba orientada a migdia. Consta de planta baixa i primer pis. La façana presenta un portal rectangular amb inscripcions a la llinda i una finestra allindanada al costat, i, al primer pis, hi ha dues finestres allindanades. Totes les oberturese tenen la llinda i els brancals de grans carreus de pedrs. A llevant el mur és cec i a la part de tramuntana hi ha una horta. A ponent, un portal amb barri i reixa de ferro dona accés a la part de tramuntana de l'edificació, aquest mur és gairebé cec.

## Història
Aquesta casa, com moltes de les de Tavertet és fruit de l'època d'expansió demogràfica i d'afany constructiu que dominà la pagesia catalana durant els segles XVII i XVIII, fet que en el cas de Tavertet queda palès amb l'ampliació de l'església romànica durant aquesta època.